# Barcelona Open 2011 - Qualificazioni singolare
Le qualificazioni del singolare del Barcelona Open 2011 sono state un torneo di tennis preliminare per accedere alla fase finale della manifestazione. I vincitori dell'ultimo turno sono entrati di diritto nel tabellone principale. In caso di ritiro di uno o più giocatori aventi diritto a questi sono subentrati i lucky loser, ossia i giocatori che hanno perso nell'ultimo turno ma che avevano una classifica più alta rispetto agli altri partecipanti che avevano comunque perso nel turno finale.

## Giocatori

### Teste di serie
1. Jarkko Nieminen (qualificato)
2. Máximo González (primo turno)
3. Rui Machado (ultimo turno)
4. Miša Zverev (ultimo turno)
5. Jan Hájek (ultimo turno)
6. Marsel İlhan (ultimo turno)
7. Illja Marčenko (primo turno)

1. Simone Bolelli (ultimo turno)
2. Jesse Huta Galung (primo turno)
3. Benoît Paire (qualificato)
4. Jurij Ščukin (primo turno)
5. Lukáš Rosol (primo turno)
6. Simon Greul (qualificato)
7. Łukasz Kubot (primo turno)

### Qualificati
1. Jarkko Nieminen
2. Flavio Cipolla
3. Édouard Roger-Vasselin
4. Vincent Millot

1. Simon Greul
2. Benoît Paire
3. Simone Vagnozzi

## Tabellone qualificazioni

### Legenda
| - Q = Qualificato - WC = Wild card - LL = Lucky loser | - ALT = Alternate - SE = Special Exempt - PR = Protected Ranking | - w/o = Walkover - r = Ritirato - d = Squalificato |

### 1ª sezione
|  | Primo turno | Primo turno      | Primo turno      | Primo turno | Primo turno |  |  | Ultimo turno | Ultimo turno    | Ultimo turno | Ultimo turno | Ultimo turno |  |
|  |             |                  |                  |             |             |  |  |              |                 |              |              |              |  |
|  | 1           | Jarkko Nieminen  | Jarkko Nieminen  | 6           | 6           |  |  |              |                 |              |              |              |  |
|  | WC          | Juan Lizariturry | Juan Lizariturry | 0           | 1           |  |  | 1            | Jarkko Nieminen | 1            | 6            | 7            |  |
|  | WC          | Marc López       | 6                | 6(1)        | 6           |  |  | WC           | Marc López      | 6            | 4            | 65           |  |
|  | 12          | Lukáš Rosol      | 4                | 7           | 3           |  |  |              |                 |              |              |              |  |

### 2ª sezione
|  | Primo turno | Primo turno     | Primo turno     | Primo turno | Primo turno |  |  | Ultimo turno | Ultimo turno   | Ultimo turno | Ultimo turno | Ultimo turno |  |
|  |             |                 |                 |             |             |  |  |              |                |              |              |              |  |
|  | 2           | Máximo González | Máximo González | 4           | 4           |  |  |              |                |              |              |              |  |
|  |             | Flavio Cipolla  | Flavio Cipolla  | 6           | 6           |  |  |              | Flavio Cipolla | 0            | 6            | 6            |  |
|  |             | Iván Navarro    | Iván Navarro    | 1           | 3           |  |  | 8            | Simone Bolelli | 6            | 3            | 2            |  |
|  | 8           | Simone Bolelli  | Simone Bolelli  | 6           | 6           |  |  |              |                |              |              |              |  |

### 3ª sezione
|  | Primo turno | Primo turno            | Primo turno            | Primo turno | Primo turno |  |  | Ultimo turno | Ultimo turno           | Ultimo turno           | Ultimo turno | Ultimo turno |  |
|  |             |                        |                        |             |             |  |  |              |                        |                        |              |              |  |
|  | 3           | Rui Machado            | Rui Machado            | 6           | 6           |  |  |              |                        |                        |              |              |  |
|  |             | Federico Delbonis      | Federico Delbonis      | 3           | 4           |  |  | 3            | Rui Machado            | Rui Machado            | 1            | 4            |  |
|  |             | Édouard Roger-Vasselin | Édouard Roger-Vasselin | 6           | 7           |  |  |              | Édouard Roger-Vasselin | Édouard Roger-Vasselin | 6            | 6            |  |
|  | 11          | Jurij Ščukin           | Jurij Ščukin           | 4           | 5           |  |  |              |                        |                        |              |              |  |

### 4ª sezione
|  | Primo turno | Primo turno            | Primo turno            | Primo turno | Primo turno |  |  | Ultimo turno | Ultimo turno   | Ultimo turno | Ultimo turno | Ultimo turno |  |
|  |             |                        |                        |             |             |  |  |              |                |              |              |              |  |
|  | 4           | Miša Zverev            | Miša Zverev            | 6           | 6           |  |  |              |                |              |              |              |  |
|  | WC          | Iñigo Cervantes-Huegun | Iñigo Cervantes-Huegun | 2           | 2           |  |  | 4            | Miša Zverev    | 6            | 5            | 2            |  |
|  |             | Vincent Millot         | 5                      | 6           | 6           |  |  |              | Vincent Millot | 2            | 7            | 6            |  |
|  | 14          | Łukasz Kubot           | 7                      | 2           | 2           |  |  |              |                |              |              |              |  |

### 5ª sezione
|  | Primo turno | Primo turno     | Primo turno   | Primo turno | Primo turno |  |  | Ultimo turno | Ultimo turno | Ultimo turno | Ultimo turno | Ultimo turno |  |
|  |             |                 |               |             |             |  |  |              |              |              |              |              |  |
|  | 5           | Jan Hájek       | Jan Hájek     | 7           | 7           |  |  |              |              |              |              |              |  |
|  |             | Franko Škugor   | Franko Škugor | 65          | 5           |  |  | 5            | Jan Hájek    | 6            | 4            | 1            |  |
|  |             | Dominik Meffert | 6             | 64          | 3           |  |  | 13           | Simon Greul  | 2            | 6            | 6            |  |
|  | 13          | Simon Greul     | 0             | 7           | 6           |  |  |              |              |              |              |              |  |

### 6ª sezione
|  | Primo turno | Primo turno            | Primo turno            | Primo turno | Primo turno |  |  | Ultimo turno | Ultimo turno | Ultimo turno | Ultimo turno | Ultimo turno |  |
|  |             |                        |                        |             |             |  |  |              |              |              |              |              |  |
|  | 6           | Marsel İlhan           | Marsel İlhan           | 6           | 6           |  |  |              |              |              |              |              |  |
|  | WC          | Ignacio Coll-Riudavets | Ignacio Coll-Riudavets | 2           | 2           |  |  | 6            | Marsel İlhan | 6            | 5            | 65           |  |
|  |             | Conor Niland           | 6                      | 0           | 3           |  |  | 10           | Benoît Paire | 4            | 7            | 7            |  |
|  | 10          | Benoît Paire           | 4                      | 6           | 6           |  |  |              |              |              |              |              |  |

### 7ª sezione
|  | Primo turno | Primo turno       | Primo turno     | Primo turno | Primo turno |  |  | Ultimo turno    | Ultimo turno    | Ultimo turno    | Ultimo turno | Ultimo turno |  |
|  |             |                   |                 |             |             |  |  |                 |                 |                 |              |              |  |
|  | 7           | Illja Marčenko    | Illja Marčenko  | 5           | 2           |  |  |                 |                 |                 |              |              |  |
|  |             | Simone Vagnozzi   | Simone Vagnozzi | 7           | 6           |  |  | Simone Vagnozzi | Simone Vagnozzi | Simone Vagnozzi | 7            | 6            |  |
|  |             | Evgenij Donskoj   | 62              | 7           | 6           |  |  | Evgenij Donskoj | Evgenij Donskoj | Evgenij Donskoj | 5            | 3            |  |
|  | 9           | Jesse Huta Galung | 7               | 5           | 1           |  |  |                 |                 |                 |              |              |  |